# Ідол Помосу

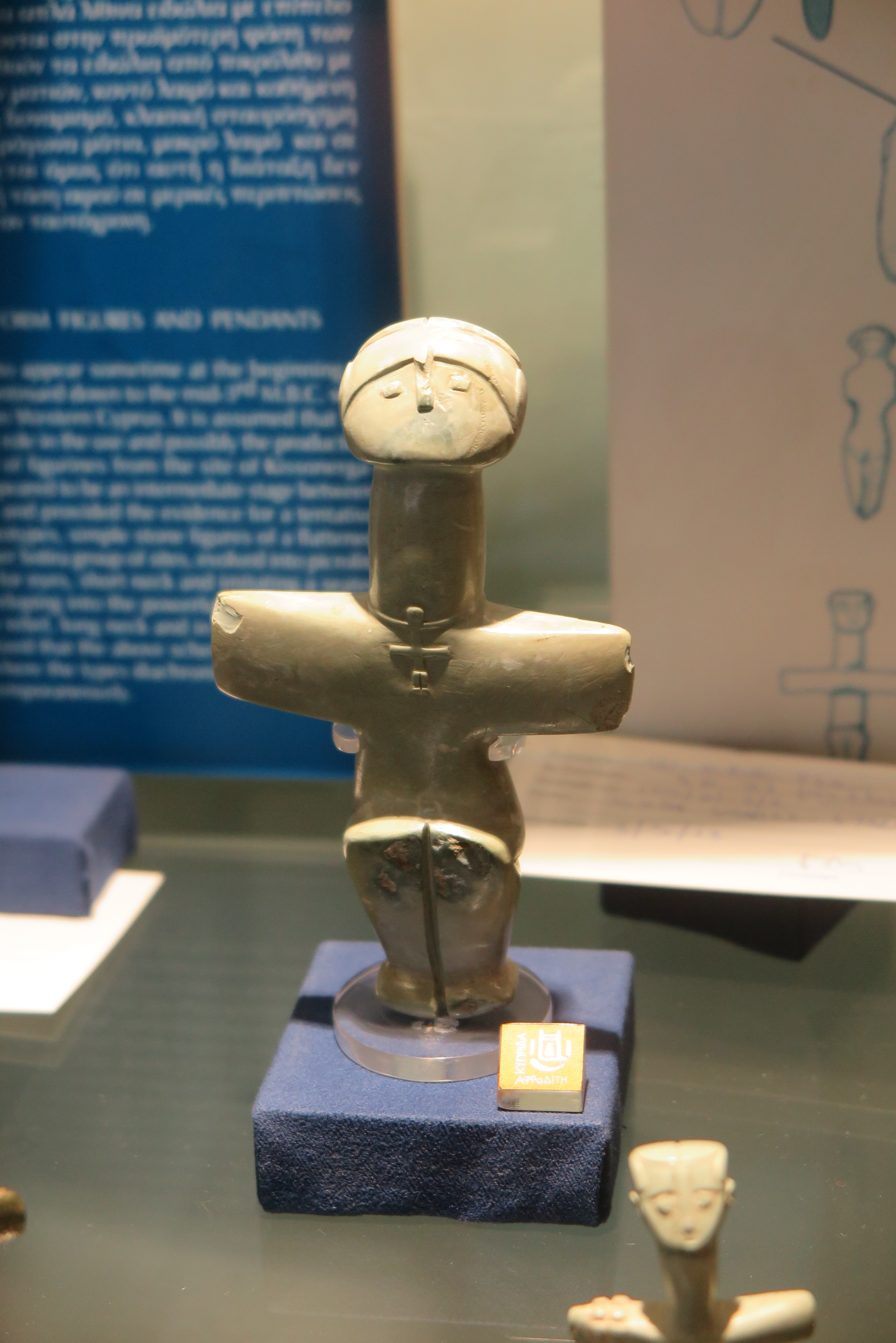
Ідол Помосу

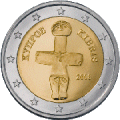
Ідол Помосу, зображений на кіпрській монеті номіналом 2 євро

Ідол Помосу — кам'яна доісторична скульптура, знайдена поблизу кіпрського села Помос . Він сягає епохи халколіту, приблизно 30 століття до нашої ери.
Скульптура виставлена в Музеї Кіпру в Лефкосії (Нікосія).

## Символізм
Ймовірно, скульптура представляє жінку з розкинутими руками. Стать припускається з багатьох подібних скульптур, знайдених на Кіпрі, з невеликими виступами на грудях, що вказують на жіночу стать. Ймовірно, ці фігурки використовувалися як символ родючості . Менші копії ідолу носили як амулети на шиї, так само, як цей ідол носить зменшену копію себе.

## Євро
У 2008 році Кіпр прийняв євро як основну валюту. Ідол, зображення кіпрського доісторичного мистецтва, було вибрано для зображення на кіпрських монетах євро в 1 і 2 євро. 